# Paiațe (operă)

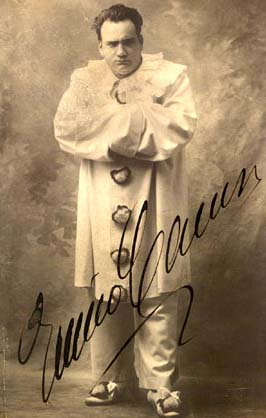
Enrico Caruso în rolul Canio

Paiațe (în italiană: Pagliacci) este o operă în 2 acte compusă de Ruggiero Leoncavallo pe un libret propriu.
Opera este una din lucrările care figurează în repertoriul permanent al teatrelor lirice.
Premiera operei a avut loc la „Teatro Dal Verme” din Milano la data de 21 mai 1892.
Acțiunea se petrece în satul Montalto din Calabria (sudul Italiei), la 15 august 1865.
Durata operei: 1 1/4 ore.

## Acțiunea

### Prologul
Prologul este expus de unul din personajele operei, comediantul Tonio. El subliniază că subiectul acțiunii ce va urma este inspirat din viața reală. Actorii care vor apărea pe scenă nu trebuie considerați simpli comedianți, al căror rol ar fi doar să distreze publicul; ei sunt în primul rând oameni, cu sentimentele lor firești.

### Actul I
Piața satului Montalto din Calabria. Țăranii întâmpină cu mare bucurie sosirea trupei de comedianți. Conducătorul trupei, Canio, anunță mulțimea că în această seară se va organiza un spectacol de comedie, la care invită pe toată lumea. Atunci când Tonio, care din cauza sluțeniei sale joacă întotdeauna rolurile bufonului din comedie, încearcă s-o ajute pe Nedda să coboare din căruță, este dat la o parte cu brutalitate de Canio, care în gelozia lui feroce nu lasă pe nimeni să se apropie de soția sa. Umilit, Tonio își ascunde cu greu poftele de răzbunare. Țăranii îi invită pe comedianți la un pahar de vin, la care atât Canio cât și Beppo răspund bucuroși. Numai Tonio ramâne de o parte. Țăranii remarcă, în glumă, că probabil de aceea nu vine și el, ca să rămână singur cu Nedda. La auzul acestor cuvinte, Canio devine dintr-o dată serios. El acceptă să se faca glume pe socoteala sa numai atunci când joacă pe scenă, dar în viață, în realitate, este gelos pe Nedda, pe care chiar o amenință, căci în ultimul timp ea s-a înstrăinat. Se aud clopotele satului și țăranii se îndreaptă spre casele lor. Nedda, rămasă singură, este tulburată de cuvintele lui Canio, dar curând se liniștește și sufletul ei este curpins din nou de bucurie. Tonio a așteptat tot timpul clipa în care s-o găsească singură pe Nedda; acum el se apropie și-i face declarații înfocate de dragoste, dar ea își bate joc de el. Atunci când Tonio devine agresiv și încearcă s-o cuprindă în brațe, Nedda îl alungă cu lovituri de bici. Tonio, în culmea furiei, pleacă, jurând că se va răzbuna. Apare acum Silvio, un tânăr țăran care o iubește pe Nedda. Cei doi îndrăgostiți își jură credință. Într-adevăr, Nedda este sătulă de viața nesigură a comedianților și, după o scurtă șovăire, primește propunerea iubitului ei de a fugi împreună chiar în noaptea aceea. Întâlnirea lor însă a fost observată de Tonio, care aleargă la Canio spre a-i putea surprinde. Se reîntorc chiar în clipa când Nedda îi promite lui Silvio că la noapte va fi pentru totdeauna a lui. Canio se aruncă furios asupra lui Silvio, dar acesta reușeste să dispară fără a putea fi recunoscut. Deoarece, cu toate amenințările, Nedda refuză să divulge numele iubitului ei, Canio scoate un cuțit s-o ucidă. Este împiedicat de Tonio și Beppo, care-i smulg cuțitul din mână. Totuși, Tonio îl sfătuiește în șoaptă pe Canio s-o supravegheze îndeaproape pe Nedda, căci tânărul țăran va veni desigur la reprezentație și va putea fi recunoscut. Canio rămâne singur. Deși sufletul său este răvășit de durere din cauza necredinței soției, va trebui totuși să-și joace rolul de comedie, să distreze publicul și să râdă.

### Actul II
Un intermezzo orchestral, bazat pe tema din aria lui Canio și pe tema principală din prolog, prevestește deznodământul tragic. Același decor. Sătenii s-au adunat în fața scenei înjghebate de comedianți și așteaptă nerăbdători începerea spectacolului. Comedia începe, iar acțiunea ei se aseamănă cu cele întâmplate în realitate: Colombina (jucată de Nedda), știind că soțul ei este plecat, își așteaptă iubitul, pe Arlechino (jucat de Beppo). Acesta îi cântă o serenadă, la auzul căreia Colombina îi face semne pe fereastră ca să intre. Dar în locul său își face apariția prostul Taddeo (interpretat de Tonio care o plictisește cu declarațiile sale caraghioase de dragoste, până ce este alungat de Arlechino). Întâlnirea celor doi iubiți este întreruptă prin venirea Paiaței (rol jucat de Canio), soțul Colombinei, care sosește chiar în clipa când Colombina îi promite iubitului ei Arlechino că la noapte va fi pentru totdeauna a lui (aceleași cuvinte pe care Nedda i le spusese lui Silvio). La început, Canio își stăpânește sentimentele, dar asemănarea situației din comedie cu propria sa dramă sufletească îl face să-și uite rolul de comediant și jocul se transformă brusc în realitate. El cere cu insistență ca Nedda să-i divulge numele iubitului ei. Nedda refuză acest lucru și încearcă sa joace mai departe rolul Colombinei din comedie, prefăcându-se că nu înțelege situația. Cuprins de furie, Canio o amenință cu un cuțit, apoi, văzând refuzul ei hotarât, precum și încercările disperate de a fugi de pe scenă, îi împlântă cuțitul în piept. La strigătele ei de ajutor, tânarul Silvio - aflat în rândurile spectatorilor - se repede spre scenă, dar Canio îl ucide și pe el. Țăranilor, îngroziți de cele întâmplate, Canio le spune cu o voce sinistră: „La commedia è finita!” („Comedia s-a terminat!”)...